# Phanaspa honeyi
Phanaspa honeyi är en fjärilsart som beskrevs av Martin Lödl. Phanaspa honeyi ingår i släktet Phanaspa och familjen nattflyn. Inga underarter finns listade i Catalogue of Life.